# Конфорте, Давид
Давид Конфорте (David Conforte; ивр. דוד קונפורטי‎; род. в Салониках около 1618 г., ум. около 1685 г.), — греческий раввин-каббалист; автор хроники еврейских учёных, начиная с VI века, «Kore ha-Dorot» («Коре ха-Дорот»; ок. 1683; издания 1/ Венеция, 1746; 2/ Касселя, Берлин, 1846).

## Биография
Конфорте занимался каббалой под руководством рабби Иефета Египетского (Jefeth the Egyptian), а философией у pаввина Леви Пазриеля (Levi Pasriel). Его главными учителями были Мордехай Калаи (Mordecai Kalai; 1556—1647) и Даниил Эстроза (Daniel Estroza). Дважды посетил Палестину (1644 и 1652 гг.); в 1671 г. жил в Египте, где занимал должность даяна (религиозного судьи).

## Труды
Главный труд Конфорте — хроника «Kore ha-Dorot» — содержит имена всех еврейских учёных от эпохи заключения Талмуда (VI век) до XVII века. Хроника состоит из трёх частей: первые две, относящиеся ко времени до изгнания евреев из Испании (1492), весьма кратки; третья часть, разделённая на 11 глав, составлена не систематически. Конфорте использовал сочинения Авраама ибн-Дауда («Sefer ha-Kabbalah»; «Книга традиций»; 1160 год), Закуто («Juchasin»; «Книга родословных», 1498), Гедальи ибн-Яхьи («Schalschelet ha Kabbalah»; «Цепь традиции»; Венеция, 1587), особенно первых двух авторов, из сочинений которых он приводил выдержки. Также Конфорте собрал материал из разных печатных и рукописных респонсов и первым привёл список имён встречающихся в них авторов.
Хроника Конфорте важна для духовно-культурной истории евреев в XVI и XVII веках, особенно в Турции, Италии, Африке и вообще на Востоке. Она была написана в Египте ок. 1683 г. (дата согласно Касселю). Рукопись была привезена из Египта рабби Давидом Ашкенази, который — согласно примечанию в своём предисловии к сочинению Конфорте — дал ему название «Kore ha-Dorot» и издал в Венеции в 1746 г. без упоминания имени автора.
Критическое издание хроники с примечаниями и указателем было сделано Давидом Касселем (1846), который придерживался пагинации первого издания.
Конфорте написал также том респонсов, о судьбе которого, однако, ничего не известно.